# Luciano Luberti
Luciano Luberti detto il Boia di Albenga (Roma, 25 aprile 1921 – Padova, 10 dicembre 2002) è stato un criminale e militare italiano e collaborazionista con il regime nazista durante l'occupazione tedesca dell'Italia. Fu responsabile di diversi crimini e dell'uccisione di almeno 59 persone durante la guerra, conosciuti come i Martiri della Foce.

## Biografia
Nacque da padre meccanico a Roma dove frequentò le elementari all'Istituto Pestalozzi. Divenne poi ragioniere, lavorando anche come commesso in un negozio. Studiò presso la scuola tedesca di via Savoia, sempre a Roma. Per tale motivo la padronanza della lingua gli servirà in seguito. Soldato di leva della classe 1921, venne ammesso al ritardo alla leva perché impegnato negli studi universitari di Economia e Commercio.
Secondo il suo foglio matricolare il 4 marzo 1941 fu arruolato nel 3º reggimento Artiglieria Celere motorizzata. Fatti alcuni corsi militari, il 16 aprile divenne caporale e il 16 giugno fu promosso sergente. Venne inserito nel corso per Allievi ufficiali, ma il 16 novembre venne ritrasferito al Deposito del 3º Reggimento Artiglieria Celere per completare i suoi obblighi di servizio militare perché dichiarato non idoneo ad allievo ufficiale. Il 3 maggio 1942 venne denunciato al tribunale di Spoleto per furto e pertanto fu sospeso dal grado di sergente; il reato fu poi amnistiato l'8 ottobre 1945.

### Dopo l'armistizio
Dopo l'armistizio dell'8 settembre 1943 Luberti lavorò per le SS di Roma. Tuttavia Luberti molte volte negò quanto detto, dicendo di non essere mai stato nel Regio esercito, ma che quello era solo un omonimo.
Nel novembre del 1943 entrò in contatto con Umberto Spizzichino che era stato suo compagno alle scuole elementari Pestalozzi. Secondo la ricostruzione dei carabinieri effettuata nel dopoguerra, nel gennaio 1944 Spizzichino chiese a Luberti un nascondiglio sicuro per sfuggire ai rastrellamenti tedeschi. Luberti si offrì di farlo fuggire in Svizzera, dove sarebbe stato in contatto con un altro ebreo che in Italia lo aveva incaricato di acquistare preziosi. Luberti gli diede appuntamento per il 23 gennaio 1944 in viale Manzoni per consegnargli i documenti per l'espatrio in Svizzera; in realtà Spizzichino venne consegnato alle SS dallo stesso Luberti. Il 22 febbraio Umberto Spizzichino riuscì a inviare al fratello Alessandro una lettera in cui comunicava che si trovava nel carcere di Regina Coeli, formulando il dubbio che Luberti fosse il responsabile del suo arresto. Infatti secondo Spizzichino i due dopo essersi incontrati si recarono presso il comando delle SS che si trovava in via Tasso dove furono entrambi tratti in arresto, ma il fatto che poi Luberti non fosse stato portato anch'esso a Regina Coeli gli fece sospettare il tradimento. Nello stesso mese Umberto Spizzichino fu trasferito nel campo di prigionia di Fossoli vicino a Modena, poi ad Auschwitz dove morì il 28 agosto 1944. Nella lettera scritta al fratello raccontò il tradimento:
Dopo un periodo di addestramento nella Wehrmacht Luberti fu assegnato alla Marina costiera tedesca, di Capo di Santa Croce di Alassio come addetto alle batterie costiere. Poi fu inviato alla Feldgendarmerie di Albenga come traduttore.

### Il boia di Albenga

Luciano Luberti in divisa della Feldgendarmerie, assieme a il Feldwebel Nusslein

In seguito Luberti fu impiegato come traduttore presso la Feldgendarmerie di Albenga e successivamente presso il tribunale militare di guerra della 34ª Infanterie-Division, che fu insediato nella palazzina dove aveva sede la locale Brigata Nera che faceva da carceriere. 

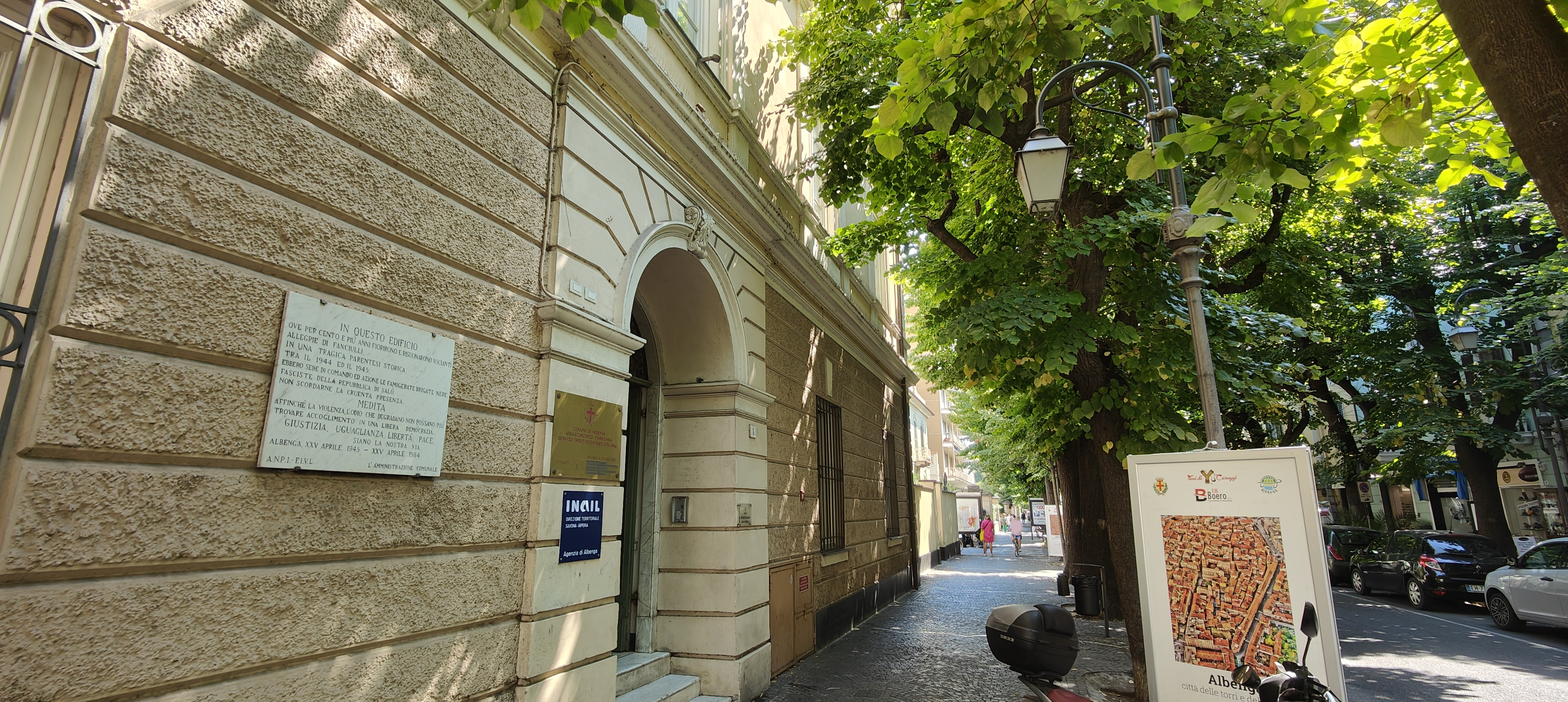
La palazzina delle Brigate Nere ad Albenga, ora sede comunale dell'ufficio Tributi

Il tribunale era solitamente composto dal maresciallo capo Friedrich Strupp che comandava la Feldgendarmerie e svolgeva il ruolo di accusatore, dai sergenti maggiori Fuchs e Nusslein. Luberti fungeva da traduttore, limitandosi a tradurre le domande agli imputati e riferire le risposte ai membri del tribunale. I processi si concludevano di solito con la condanna a morte e i prigionieri venivano condotti presso la foce del fiume Centa dove venivano allineati presso una fossa e uccisi con un colpo alla nuca. L'esecuzione della sentenza veniva assolta dal maresciallo Strupp e da Luberti.
La prima esecuzione presso la foce del fiume Centa avvenne il 3 dicembre 1944 quando furono fucilati quattro civili contigui alla resistenza. Secondo alcune testimonianze, mentre si trovavano prigionieri nella Feldgendarmerie furono torturati da Strupp e da Luberti. Il 16 dicembre avvenne una nuova fucilazione in cui trovarono la morte i due fratelli Gandolfo e un altro civile. Il marchese Andrea Rolandi Ricci, che divenne poi commissario prefettizio della città, ne perorò inutilmente la grazia.
Luberti fu responsabile di torture, maltrattamenti, persecuzioni personali, abusi sessuali ed esecuzioni nei confronti di circa una sessantina di partigiani e di civili tanto che fu soprannominato il "boia" di Albenga. Partecipò anche a molti rastrellamenti nei comuni vicino ad Albenga.
Il 13 dicembre 1944 a Lusignano fece un rastrellamento che portò all'uccisione di due civili. Fu più volte interrogata la moglie del partigiano Libero Emidio Viveri. Per costringerla a confessare dove fosse nascosto il marito, Luberti prese per una gamba Angelo (1943-2003) il figlio allora duenne (diverrà un futuro sindaco di Albenga), tenendolo appeso nel vuoto fuori dalla finestra minacciando la madre di lasciarlo cadere nel vuoto; fortunatamente alla fine, pur non ottenendo le informazioni non arrivò a realizzare la minaccia. La signora Viveri, Ernesta Stalla (1913-1998) venne torturata dallo stesso Luberti e detenuta sette giorni nelle carceri di Via Trieste.

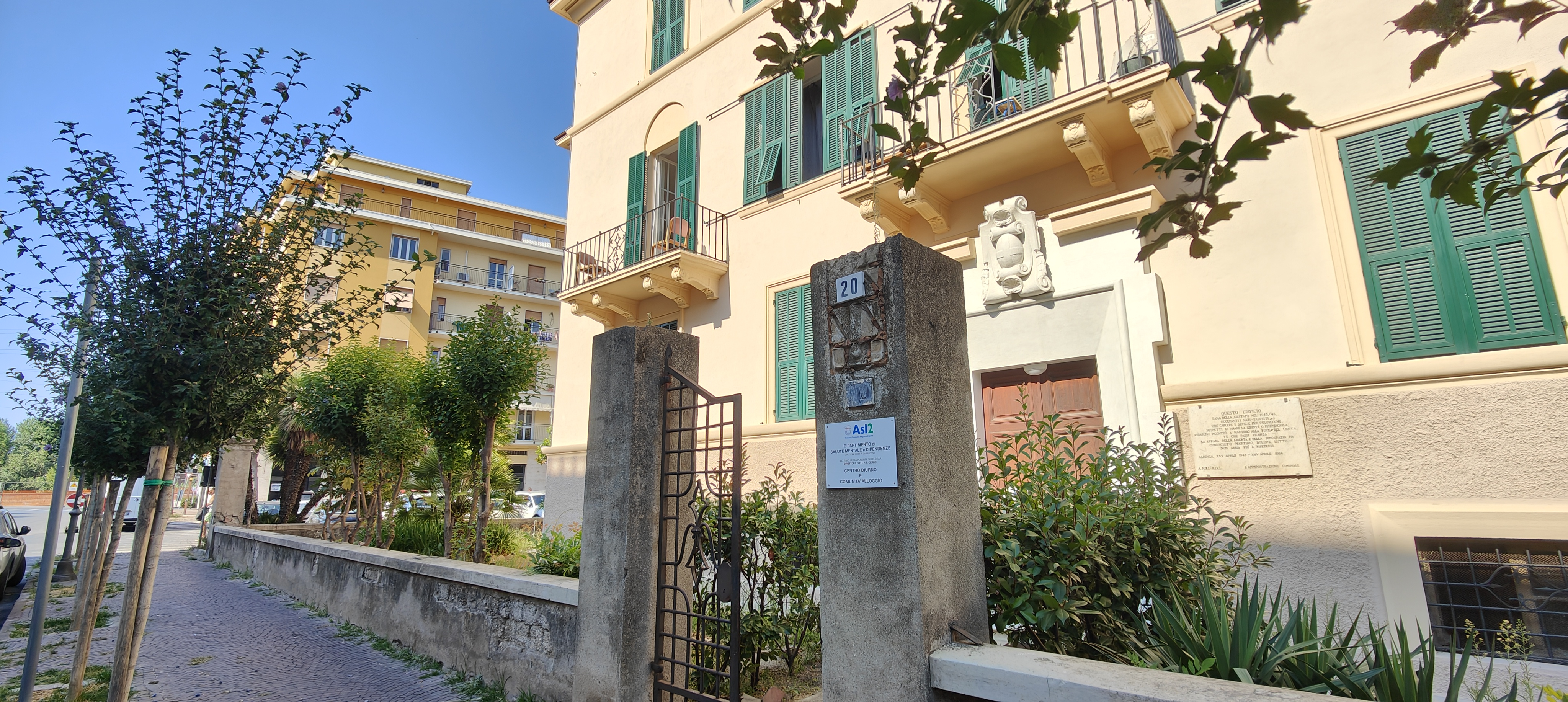
La famigerata sede della Gestapo in Albenga distante solo 215 mt. da quella che fu delle Brigate Nere

Durante il processo, molti testimoni raccontano che di ritorno in gendarmeria dopo le fucilazioni, ogni volta il Luberti era solito lasciarsi andare a manifestazioni rumorose di allegria per le avvenute morti.
Molti testimoni ricordano che Luberti, la mattina, soleva leggere brani della Bibbia pur professandosi non credente, mentre il pomeriggio andava a torturare i prigionieri dentro al bunker presso la foce del fiume Centa. In uno speciale televisivo organizzato dal sociologo Sabino Acquaviva (nel 1997), ricordò con orgoglio: "Beh, certo, alla Feldgendarmerie si lavorava sodo."

### Fine della guerra e primo processo
Terminata la guerra, ad Albenga, in una fossa comune alla foce del Centa vennero riesumate e identificate 59 salme. Il 10 giugno 1946 tutte le 59 bare furono portate in Piazza San Michele, ad Albenga, dove si svolse una solenne cerimonia funebre. Due lapidi vennero apposte alle pareti del bunker dove avvennero le torture e le fucilazioni: una da parte dell'Unione Donne Italiane e la seconda da parte dell'Amministrazione comunale e di varie associazioni antifasciste.
Il 25 aprile 1945 Luberti si unì alla 34ª Infanterie-Division che dopo aver lasciato la Liguria si stava spostando verso il Piemonte per poi dirigersi in Germania. A Torino trovò dei falsi documenti tedeschi e si fece ricoverare per farsi estrarre una scheggia di granata, ma venne preso dagli alleati e portato nel carcere di Ivrea. Un partigiano, Bruno Schivo detto Cimitero, al quale il boia aveva ucciso il padre e la fidanzata, lo riconobbe nel carcere in mezzo agli altri, ma il comandante del campo non glielo consegnò, ritenendo che fosse un tedesco. Luberti fuggì a Portici, dove si nascose da un panettiere, e dopo qualche tempo decise di arruolarsi nella Legione straniera. A Napoli, occupata dai francesi, gli venne detto di dirigersi verso Marsiglia per arruolarsi. Venne catturato nel 1946, riconosciuto da Bruno Mantero, un poliziotto, che si era arruolato proprio per catturare Luberti, che anni prima gli aveva torturato e ucciso il fratello accusato di essere un partigiano. Stava tentando di espatriare da Ventimiglia.
Sottoposto a processo nel 1946, fu dapprima condannato alla pena di morte, «mediante fucilazione alla schiena», il 24 luglio 1946. La sentenza venne emessa dalla Corte d'assise straordinaria di Savona, e fu l'ultima tra l'entrata in vigore dell'amnistia e la fine del 1947, anno in cui la Corte cessò le sue funzioni. Durante il processo, gli alleati accusarono il Luberti di essere responsabile di oltre 200 omicidi. Lui stesso disse che non era vero, che il vero numero si aggirava oltre i 300, tuttavia il tribunale poté confermare la sua diretta responsabilità solo dei 59 cadaveri ritrovati alla foce del Centa. I testimoni chiave dell'accusa furono Bartolomeo Panizza e il partigiano Luigi Pesce, che aveva visto le stragi di persona. La sentenza specificava:
 Per Luberti successivamente, facendo leva sull'infermità mentale, la condanna fu tramutata in ergastolo e quindi con l'amnistia a 7 anni di carcere militare. In uno dei rapporti compilati venne descritto come: ...un attivo collaboratore del tedesco invasore per la cattura degli ebrei è da ritenersi veritiera essendo il medesimo considerato in pubblico un individuo senza scrupoli, amorale e venale, e pertanto capace di qualsiasi bassa azione pur di procacciarsi il denaro per condurre una vita spensierata e di piacere.

### Dal 1953 al 1970
Scarcerato nel 1953 dal penitenziario di Gaeta sebbene si professasse non credente fu assunto dalla Publiaci dell'Azione Cattolica presso una diramazione economica, presso cui fece carriera. Uscito dal carcere sposò Toscana Zanelli, figlia di un archeologo, ed ebbe due figlie, Flavia nata nel 1955 e Luciana (nata 1956). In numerose interviste in questo periodo disse che faceva il rappresentante di una casa farmaceutica. Nel 1966 si separa dalla moglie. Fu proprio la Zanelli a presentargli una sua amica, profuga istriana, Carla Gruber, nata nel 1938, con la quale iniziò una relazione extraconiugale. La stessa Gruber era già separata dal marito, tale Mario Bazzarini, un barista che aveva sposato il 3 ottobre 1959. Questi poi farà una brutta fine perché cadrà in vortici di depressioni finché sarà internato in un manicomio. Da quel matrimonio erano nati Marina (1960), Francesca Maria (1962) Giancarlo (1963). Nel 1969 Carla Gruber diede alla luce Maria Melissa. La paternità della nuova nata fu attribuita al primario dell'ospedale di Montefiascone, dottor Mario Mazzolini, (lui ha sempre smentito), dove l'anno precedente, 1968, la Gruber fu ricoverata per tbc. Sia la malattia che la nascita di questa bimba devono essere stati motivi di attrito della relazione. Nel libro Il Camerata  (1969), Luberti se la prende con i tubercolotici e le cure di cui gli ammalati necessitano costando molto all'erario.
La moglie di Luberti, appena saputo della relazione, abbandonò la casa portando con sé le figlie. Luberti e Gruber si trasferirono a Ostia. Carla prese a tradirlo con altri uomini. Ebbe così inizio tra Luciano e Carla un periodo di tensioni, destinato a sfociare nella morte di lei. Contemporaneamente a questi fatti, Luberti, in proprio, avviò senza troppo successo alcune iniziative editoriali, pubblicando alcuni libri di cui era l'autore attraverso l'Organizzazione Editoriale Luberti, con sede a cento metri dal villaggio giuliano-dalmata in via Cerulli 41. Era divenuto anche direttore di una fantomatica società di pubblicità con sede a Roma in via Vittorio Emanuele, con tale attività era rimasto in contatto con numerosi vecchi camerati. Molte cose probabilmente sapevano il repubblichino Armando Calzolari, motorista navale, nato a Genova 
nel 1926 (nome che troveremo più avanti) e probabilmente la Gruber. I giornali dell'epoca avevano descritto che era una storia alla Polański.
Alla fine degli anni sessanta, Luberti aderì al Fronte Nazionale, del quale divenne anche cassiere. Nello stesso periodo gli venne rivolta l'accusa di aver ospitato gli esecutori della strage di piazza Fontana (il 12 dicembre 1969 a Milano) e degli attentati dinamitardi che nello stesso giorno erano stati compiuti a Roma. Su queste vicende, il nome di Luciano Luberti, assieme a Serafino Di Luia e Bruno Di Luia, venne fatto dalla moglie del fascista Armando Calzolari che li indicò anche come responsabili dell'omicidio del marito, che scomparve dopo una passeggiata il 25 dicembre 1969 e fu ritrovato il 28 gennaio successivo, casualmente da operai, in un pozzo con il suo cane setter Paulette entrambi putrefatti dalle parti di Forte Bravetta, non lontano da casa sua in via dei Baglioni dove era parcheggiata la sua Fiat 500 ammaccata.
Molti giornali e anche il magistrato Aldo Vittozzi (seguiva proprio il caso Calzolari) avevano messo in relazione il delitto (per altri suicidio) Gruber con le trame nere. Va ricordato che l'ex aderente della X-Mas Calzolari e Luberti erano entrambi cassieri dell'organizzazione Borghese ed erano amici.

### Luberti e Carla Gruber, 1970

Luberti nel 1972

Luberti nel 1970 venne accusato di avere ucciso l'amante Carla Gruber e di averla tenuta nascosta in casa per mesi. Secondo fonti, la Gruber era in procinto di fare rivelazioni sulla strage di Piazza Fontana.  Arrivò alla Procura di Roma una lettera scritta da Luciano Luberti, con la quale dichiarava che la donna si trovava morta nella sua casa romana di via Pallavicini 52, e all'interno della casa ci sarebbe stata un'arma con la quale la Gruber si sarebbe suicidata. Si raccomandava anche di fare attenzione perché il corpo si trovava in avanzato stato di putrefazione e che quando questa lettera fosse arrivata lui sarebbe già espatriato.
Il 3 aprile 1970 (7 giorni prima Luberti aveva scritto alla Procura della Repubblica che c'era una donna morta) i vigili del fuoco di Roma scoprirono in un appartamento il suo cadavere, vestito con una babydoll rosa, in un letto circondato da fiori e lisoformio da circa 3/4 mesi in stato di decomposizione. Inoltre dall'esame autoptico risulta che fosse piena di Luminal: Carla Gruber all'epoca della morte aveva solo 32 anni. Sulla porta della camera da letto, era presente un foglietto scritto dal Luberti:
Il decesso era avvenuto il 18 gennaio 1970 a causa di un colpo di pistola al cuore (calibro 7.65 passato attraverso il materasso e conficcato nel pavimento sotto il letto) sparatole dal Luberti. La perizia accertò che morì dissanguata. In casa fu trovato anche un mitra e numerosi documenti sulle vicende e il passato del Luberti. È in questo periodo che concesse una intervista al settimanale Oggi nel 1971 presentandosi con il volto coperto da una calzamaglia.

### La cattura, 1972
A Portici (località sede del Fronte Nazionale) si era allontanato nel mese di novembre 1971 perché infastidito dalla massiccia presenza della Polizia causa l'arresto del boss Gerlando Alberti che allora aveva stipulato l'alleanza con la camorra. 
All'epoca Luberti pagava 60.000 lire al mese (corrispondenti a 518€ odierni) per la pensione completa presso la sig.ra Pollicino.
Nel luglio del 1972, grazie all'intuito investigativo di un giovane ragazzo napoletano, la Squadra Mobile della Questura di Napoli con il commissario Vincenzo Perrino riuscí a catturare Luciano Luberti sempre a Portici. Il giovane, Mario Carbone, frequentava una ragazza che viveva con la propria famiglia a Portici insieme allo "zio". Il ragazzo, insospettito dall'uomo, investigò personalmente e grazie anche ai riscontri di alcuni articoli di giornale consultati in biblioteca riusci ad identificare Luciano Luberti. Il giovane contattò da una cabina telefonica la polizia. Dopo un estenuante conflitto a fuoco Luciano Luberti fu così consegnato alla giustizia. Alla fine tenne in alto le braccia con due pistole e prima di consegnarsi ai poliziotti cantò le Cantate dei legionari. Gesto che destò sorpresa.
Il processo si era aperto il 9 dicembre 1975 e la sentenza (17 gennaio 1976) fu che Luberti era stato proclamato colpevole di avere ucciso l'amante. Al processo Luberti negò costantemente e sostenne la tesi difensiva del suicidio. In primo grado fu condannato a 22 anni di reclusione. Il 16 novembre 1979 la corte d'appello, presieduta da Filippo Mancuso, accogliendo la perizia psichiatrica presentata dal prof. Aldo Semerari, (quest'ultimo ancora stimato prima del suo arresto nel 1980) stabilì che Luberti era affetto da infermità psichica, quindi incapace di intendere e di volere, e venne pertanto ordinato l'internamento nell'ospedale psichiatrico giudiziario di Aversa invece del carcere, sentenza poi confermata in Cassazione. 
Luberti evase dall'ospedale psichiatrico giudiziario il 22 agosto 1980, semplicemente non ritornando nella struttura al termine di un permesso premio di otto ore concesso dal giudice del tribunale di Santa Maria Capua Vetere; venne riarrestato il 17 marzo 1981.
Luberti presentò una denuncia contro lo Stato italiano presso la Corte europea dei diritti dell'uomo, nel 1980, per i tempi del processo troppo lunghi e per l'ingiusta detenzione nell'ospedale psichiatrico dato che nel frattempo era stato dichiarato guarito dall'infermità mentale, chiedendo un risarcimento di 20 milioni di lire. La Corte europea, con sentenza del 23 febbraio 1984 negò che vi fosse stata ingiusta detenzione e riconobbe che i tempi di alcuni processi si erano allungati a causa della latitanza del Luberti stesso fra il 1980 e il 1981, ma sancì che lo Stato italiano dovesse comunque risarcire il Luberti per un milione di lire a causa dei ritardi dei processi in appello e in Cassazione.

### L'epilogo
Luciano Luberti si trasferì a Padova. Nel 1987 si laureò discutendo una tesi sui manicomi criminali. Nel 1989 venne arrestato per detenzione di stupefacenti ma tutto si risolse senza conseguenze penali.
A causa della sua indigenza, trascorse gli ultimi anni nel pensionato veneto cercando di nascondersi, ma senza mai rinnegare il suo passato. Era stato interrogato da un giornalista e da un maresciallo dei carabinieri di Albenga, Marco Chiarlone che, su denuncia dell'Anpi, volevano portarlo in tribunale con altre accuse mosse nei suoi confronti in relazione ai diversi eccidi avvenuti nella zona di Albenga tra il dicembre 1944 e l'aprile 1945. Quest'ultimo aveva indagato sul nazista Gerhard Dosse (1909-2003) che si riteneva essersi suicidato alla fine della guerra invece viveva tranquillo a Wedel, (cittadina a 21 km da Amburgo), in Riststraße 10. Sposato, padre 2 figlie e un figlio. La condanna postuma arrivò il 21 febbraio 2006 (grazie anche all'interessamento del magistrato Paolo Scafi), nel 2005 lo si riteneva ancora vivente.
Per quello che riguarda il Luberti, il ricordo tornò vivo nel 1998, quando la Rai, nel programma la Parola ai vinti, gli ridiede voce e immagine. Rievocando lo sterminio degli ebrei nei campi di concentramento, disse:
Si ammalò di un tumore maligno alla prostata, che gli fece perdere un occhio e che non poté essere operato per l'ipertensione. È morto a Padova il 10 dicembre 2002 a 81 anni d'età. Era ospite di una casa di riposo, oggigiorno non più  esistente, la Casa di Santa Chiara.

## Opere
- Le vacanze / grottesco di Max Trevisant, Roma: OEL, 1967 BN 677971.
- I camerati / Luciano Luberti, Roma: Organizzazione editoriale Luberti, 1969, BN 709294
- Israele: Appunti sulla crisi del Medio Oriente, Roma: Luberti, 1967, BN 6710260.
- L'ebreo e il nazista, Roma: Organizzazione editoriale Luberti, 1968, BN 6814035.
- La preghiera d'Ignazio, 2. ed., Roma: Organizzazione editoriale Luberti, 1975, BN 769984.
- Altri dialoghi: gli assassini, Roma: Organizzazione editoriale Luberti, 1969, BN 7010974.
- Furia, Roma: Organizzazione Luberti, 1964. BN 647002.
- La preghiera d'Ignazio e altre poesie, Organizzazione Editoriale Luberti, 1969
- Application No. 9019/80: Luciano Luberti Against Italy: Report di Luciano Luberti, 1982
- Affaire Luberti, 1982-1984, Organizzazione Editoriale Luberti, 1987

## Programmi televisivi
- In difesa del popolo dei pazzi, programma in 7 puntate dalla rubrica televisiva La gente scomoda (Telecittà, Bologna) febbraio-aprile 1982 / Luciano Luberti (M.T.), Luberti (Collana di documentazione sul nostro tempo; 9.), Padova, 1982. BN 83-12359

### Libri
- Cristiano Armati e Selvetella Yari, Roma Criminale, Newton & Compton, 2005
- Mario Carbone, Lupo sette, Lulu.com, 2018, ISBN 0244392412, OCLC 1043421533.
- Vincenzo Cerami, Fattacci. Il racconto di quattro delitti italiani, collana Einaudi Tascabili. Stile libero, n. 483, Torino, Einaudi, 1997, ISBN 88-06-14598-3.
- Nanni De Marco, 1940-1945: La guerra dei Savonesi, ANPI Legino e Archivio del Partigiano Ernesto, Savona, 2002
- Adolfo Ferraro . Materiali Dispersi , Pironti Editore , Napoli, 2011
- Pier Mario Fasanotti e Valeria Gandus, Bang Bang, Marco Tropea Editore, 2004, ISBN 88-438-0422-7
- Pierpaolo Rivello, Le stragi nell'albenganese del 1944 e 1945, Torino, SottoSopra, 2011.
- Petra Rosenbaum, II nuovo fascismo: da Salò ad Almirante: storia del MSI, Feltrinelli, 1975
- Gianfranco Simone, Il boia di Albenga. Un criminale di guerra nell'Italia dei miracoli, Mursia, Vicenza, 1998, ISBN 884252378X
- Renzo Vanni, Trent'anni di regime bianco, Giardini, 1976

### Articoli e documenti
- (EN) Case of Luberti v. Italy (Application no. 9019/80) (PDF), Strasburgo, European Court of Human Rights, 24 febbraio 1984.
- Giuliana Giani e Massimo Michelini, Luciano Luberti. Il fiore putrefatto dell'amore, in M - Rivista del mistero, n. 3, Alacran Edizioni, 2007.
- Proculus, Controstoria. Note «revisionistiche», in Aurora, n. 48, aprile-maggio 1998.